# Helena Kamieniarz
Helena Kamieniarz (ur. 6 kwietnia lub 6 czerwca 1931 w Koniakowie, zm. 12 stycznia 2007 tamże) – koronczarka ze Śląska Cieszyńskiego.

## Życiorys
Koronki zaczęłą wykonywać w wieku 7 lat. Uczyła się od matki, a potem od znanej koronkarki Marii Gwarkowej. Po II wojnie światowej była jej najmłodszą uczennicą. Jako pojętna adeptka szybko usamodzielniła się i wykonywała koronki głównie na zapotrzebowanie Cepelii i różnych muzeów. Wykonywała serwetki, obrusy, komplety stołowe, rękawiczki, kapelusze, kołnierzyki, bluzki oraz sukienki. Poza tym z nici bawełnianych tworzyła koronkowe bluzki, spódnice, a np. z wełny suknie. Używała tylko techniki szydełkowej.
Jeszcze jako uczennica Marii Gwarkowej brała udział w konkursach i wystawach sztuki ludowej. Była często nagradzana, a jej prace pokazywano na wystawach regionalnych, krajowych i zagranicznych. W 1950 jej koronki trafiły na wystawę polskiej sztuki ludowej w Moskwie, w 1971 w Czechosłowacji, w 1979 w Niemczech. Brała udział w wielu konkursach i wystawach m.in. w Bytomiu, Katowicach, Bielsku-Białej, Cieszynie, Żywcu, Krakowie, Opolu i Wrocławiu. Jej twórczość opisywano w publikacach: Moda w strojach ludowych (Katowice–Bytom, 1967), Pokonkursowa wystawa pamiątek regionalnych „Wieś – Miastu” (Katowice–Bielsko-Biała 1968–1969), Zdobnictwo ludowe na Górnym Śląsku 1945–1970 (Katowice 1970). Jej prace można oglądać w muzeach i kolekcjach w kraju m.in. w Bielsku-Białej, Cieszynie, Wiśle, Żywcu, Opolu, Szczecinie, Przemyślu, Sopocie, oraz za granicą: w Niemczech, Anglii, Austrii, Finlandii, Rosji, Australii i USA. Wykonana przez nią serweta o średnicy 2.20 m została przekazana dar dla Jana Pawła II podczas jego wizyty w Skoczowie w 1999. Wykonała też czarny szal, który podarowała holenderskiej królowej Beatrycze. Dla Elżbiety II wykonała podobny, beżowy.
Należała do Stowarzyszenia Twórców Ludowych. Od 1986 była prezeską Oddziału Beskidzkiego STL. Prowadziła zajęcia w ramach programów edukacyjnych dla dzieci i młodzieży oraz nauczycieli i instruktorów. Była działaczką społeczną.
W 1984 we własnym domu zorganizowała rodzinne muzeum. Zgromadziła dorobek twórczy kilku pokoleń rodziny (koronki babci i mamy, córki, synowej i wnuczek, rzeźby i maski autorstwa męża, brata, synów oraz ojca). Dziś miejsce to znane jest jako Izba Twórczości Rodziny Kamieniarz–Kubaszczyk.

## Nagrody
Otrzymała wiele nagród i wyróżnień, m.in. nagrodę Ministra Kultury i Sztuki (1996), Złoty Krzyż Zasługi, odznaki „Zasłużony Działacz Kultury” (1988) i „Za zasługi dla województwa bielskiego” (1997), nagrodę Ministra Kultury i Sztuki (1983), nagrodę wojewódzką (1987), Nagrodę im. Jana Pocka (1989), Krzyż Kawalerski Orderu Odrodzenia Polski, a w 1993 Nagrodę im. Oskara Kolberga. W 2005 otrzymała nagrodę od Polskiej Organizacji Turystycznej za koronki koniakowskie zgłoszone w konkursie „Turystyczna Pamiątka z Regionu”. Pośmiertnie przyznano jej Złoty Medal „Zasłużony Kulturze Gloria Artis”.